# Dartmoor-Pony
Das Dartmoor-Pony ist eine im Südwesten Englands beheimatete kleinwüchsige Ponyrasse.
Hintergrundinformationen zur Pferdebewertung und -zucht finden sich unter: Exterieur, Interieur und Pferdezucht.

## Exterieur

### Körperbau

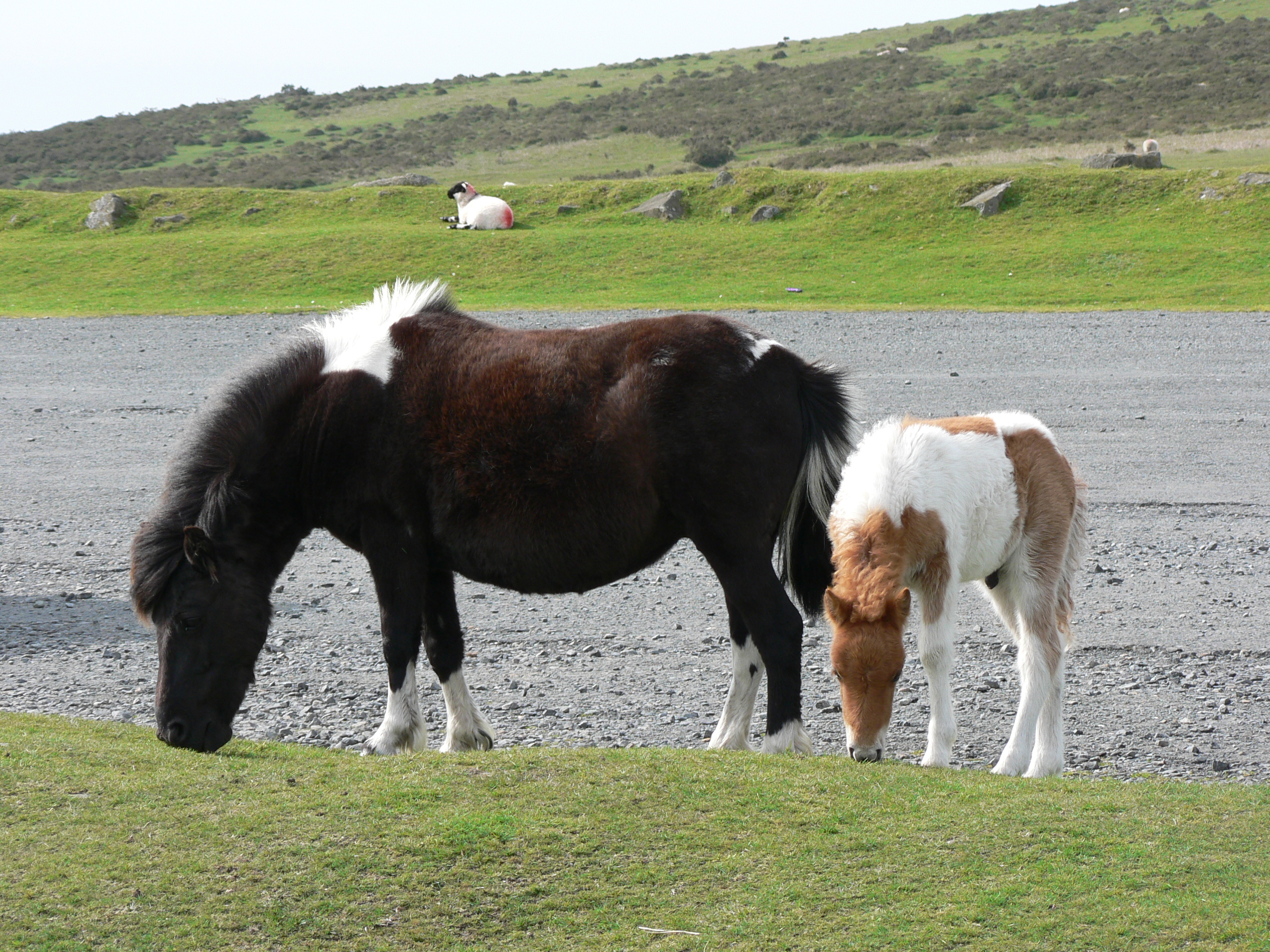
Schecken gelten als nicht rasserein. Man findet aber immer wieder gescheckte Exemplare im Dartmoor, diese sind aber wohl nicht registriert.

Das Dartmoor-Pony hat einen kleinen, trockenen und noblen Kopf mit gerader oder auch leicht konkaver Nasenlinie, großen und dunklen Augen sowie sehr kleinen Ohren und leichtem Genick. Der gut aufgesetzte und geschwungene, lange und kräftige Hals entspringt in einer langen Schulter, die günstig gelagert ist. Der kräftige, eher kurze Rücken geht über die starke Lendenpartie harmonisch in die lange und abschüssige Kruppe, die muskulös und wohlgeformt ist, über. Das starke und eisenharte Fundament ist mit trockenen Sehnen und ausgeprägten Gelenken bestückt. Die gut geformten Hufe sind stahlhart und klein. Das Langhaar ist üppig und teils wellig, manchmal auch gelockt. Die Dartmoor-Ponys bekommen ein sehr dichtes Winterfell mit ausgeprägter Unterwolle, an dem das Wasser aufgrund des hohen Fettgehalts abperlt.

### Stockmaß
Die Widerristhöhe (Stockmaß) des Dartmoor-Ponys liegt bei 110–130 cm.

### Farbgebung
Ein reinrassiges Dartmoor-Pony ist ein Brauner, Schwarzbrauner. Schimmel und Füchse sehr selten. Schecken existieren, gelten als nicht rasserein. Ebenso wie die Scheckfarbe werden auch großflächige weiße Abzeichen abgelehnt, da sie auf Einkreuzungen fremder Pferde hindeuten.

## Gangarten
Das Dartmoor-Pony bewegt sich leichtfüßig mit fördernden und raumgreifenden Gangarten. Im Trab zeigen Rassevertreter einen guten Hinterhandantritt sowie eine nur geringfügige Knieaktion. Der Galopp wird hochgelobt, ebenso wie die guten Sprunganlagen. Des Weiteren ist die hohe Trittsicherheit lobend zu erwähnen.

## Interieur
Das Dartmoor-Pony ist freundlich, hart, robust und ausdauernd.

## Zuchtgeschichte
Die Dartmoor-Ponys stammen aus einem Hochmoor im Südwesten Englands (Dartmoor), nahe der Stadt Plymouth. Vor der Stutbuchgründung im Jahre 1899 wurden zahlreiche Pferde fremder Rassen eingekreuzt. Die wildlebenden Stuten wurden mit Shetlandponys, Welsh-Ponys, Fell-Ponys, Hackneys, Arabern und einigen anderen Rassen gekreuzt. Es wurde als Tragtier auf den Farmen und zum Erztransport aus den Minen eingesetzt, es zog die Loren in den Bergwerken und diente den Farmern als Reittier. Auch die englischen Königskinder lernen auf diesen Ponys reiten.
Dartmoor-Ponys gehören heute zu den vom Aussterben bedrohten Haustierrassen. Weltweit geht man von einem Bestand von etwa 3000 Tieren aus. In Deutschland gibt es 36 Hengste und 140 Zuchtstuten dieser Rasse.

## Verwendung

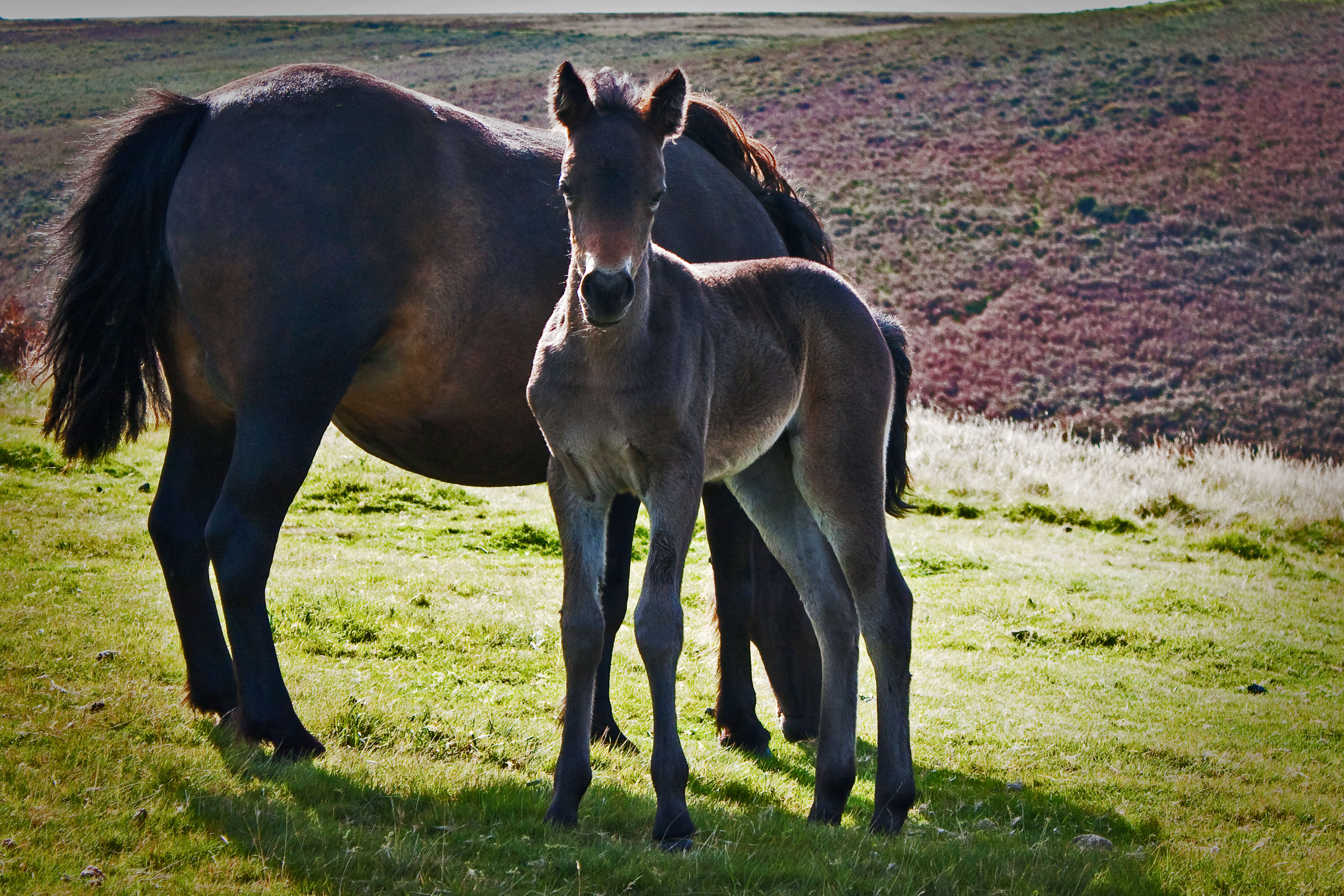
Ein Dartmoor-Pony, das noch sehr stark der ursprünglichen, dem Exmoorpony ähnlichen Form entspricht

Es eignet sich als Anfangsreitpony für Kinder und aufgrund seiner guten Springveranlagung als kleines Jagd- und Springpony. Auch als Fahrpferd für Erwachsene und Kinder ist es gut geeignet.
Einen sinnvollen Einsatz findet dieses Urpony aber auch im Bereich der Pflege von naturschutzfachlich wertvollen Flächen (Verwertung von Extensivheu, Offenhaltung der traditionellen Kulturlandschaft, Einsatz in großflächigen Beweidungsprojekten, Biotoppflege mit dem Ziel des Arten- und Biotopschutzes).
Dartmoor-Ponys sind aufgrund ihres geringen Gewichts auch auf grundwassernahen und steilen Flächen einsetzbar. Sie eignen sich zur Beweidung nahezu aller Biotope einschließlich Feuchtbiotope, Heiden und Magerrasen. In Bezug auf das Klima fühlen sie sich ihrer Herkunft entsprechend im Bergland-Klima wohler als in trockenwarmen Tieflagen. Sie sind gute Raufutterverwerter und sehr Futter genügsam. Sie ertragen kein Futter gedüngter Weiden und brauchen zur Aufzucht sowie bei geringer Leistung kein Kraftfutter. In Anpassung an ihre Umwelt haben sie längere Weidezeiten, eine höhere Grasungsintensität und geringere Bewegungsaktivität entwickelt. Sie besitzen eine gute Toleranz gegenüber Kälte und feuchter Witterung. Sie können sich generell in bergigem Gelände geschickt bewegen. Die ausgeprägten Kauflächen der Backenzähne und die Verdauungsorgane sind an besonders hartstängeliges, voluminöses und wenig gehaltvolles, zum Teil gefrorenes Futter angepasst. Durch die beißzangenartige Stellung der Schneidezähne ist der Verbiss schonend, die Pflanzen werden mehr abgezwickt als gerupft. Sie selektieren ihr Futter kaum, da sie ein breites Aufnahmespektrum für Pflanzenarten bzw. für verschiedene Altersstadien der Vegetation aufweisen. Sie suchen für das Abkoten nicht konsequent spezielle Nichtfraßbereiche, weil sie nicht immer geneigt sind, das Fressen für diese Aktivität zu unterbrechen. Die Kotplätze sind daher nicht stark konzentriert, sondern mehr über die gesamte Fläche verteilt. Außerdem ist der Abstand, der beim Weiden zu den Geilstellen gehalten wird, gering.
Diese drei Faktoren bedingen ein gleichmäßiges Abfressen der Weidefläche, und bei entsprechendem Angebot fressen sie regelmäßig auch Seggen, Binsen und hartblättrige Süßgräser. Auch älterer Aufwuchs und überständiges Futter wird von ihnen gut angenommen und verwertet.